# Herkulesbogár
A herkulesbogár (Dynastes hercules) a ganajtúrófélék (Scarabaeidae) családjába  tartozó óriásbogár. Közép-Amerika, Dél-Amerika és a  Kis-Antillák területén, a síksági és hegyvidéki esőerdőkben honos. A 8 Dynastes-faj közül a leghosszabb testű és legtöbbet vizsgált. A Föld egyik legnagyobb bogarát egyes természetes élőhelyein a kihalás fenyegeti, ezért több program is indult megmentése érdekében. Megfelelő tapasztalat birtokában sikeresen tenyészthető fogságban. Herkulesbogarat a Fővárosi Állat- és Növénykertben is tenyésztenek, számos más nagytestű bogárfaj mellett.
Specifikus nevét (hercules) Héraklész (latinosan Hercules) görög mitológiai hősről kapta, és a bogár nagy testi erejére, illetve a hímek birkózó viselkedésére utal. A Dynastes nem szintén a görög mitológia egyik alakjáról kapta a nevét: Dünasztész Theszpiosz unokája, Héraklész és Erató fia volt.

## Megjelenése, felépítése
A herkulesbogár a legnagyobb képviselője az óriásbogárformák (Dynastinae) alcsaládjának. A hím mérete elérheti a 17 centimétert is, míg a nőstény mérete 10-11 centiméter. Erős ivari kétalakúság jellemző rá, ugyanis a hím fején és előtorán egy-egy hosszú szarv mered előre; az előtor szarvának alsó felszíne finoman és dúsan szőrözött. A nagy (major) hímek előtorának szarva a testhosszuknál is nagyobb lehet; a kis (minor) hímek előtorának szarva aránytalanul rövidebb, vagyis a minor hímek teste nem annyival kisebb a major hímek testénél, mint amennyivel rövidebb a szarvuk a major hímek szarvánál. A szarvhossznak e két kategóriájába eső hímek eltérő párzási stratégiát követnek: a major hímek inkább verekednek, a minor hímek inkább "lopakodnak".
A hím hátoldala sima és fényes; feje és előtora fekete, az élettelen, száraz példányok szárnyfedői sárgásak (néha kis fekete foltokkal), de az eleven állat szárnyfedői olajzöld árnyalatúak. A bogár különleges tulajdonsága, hogy szárnyfedői képesek változtatni a színüket. Száraz közegben a szárnyfedők világosak, nedves közegben szinte feketék (a száraz példányokon a változás jobban demonstrálható, mint az élőkön). A jelenség oka a szárnyfedőket alkotó külső váz mikroszerkezetében rejlik.
A nőstény teljesen szarvatlan, teste laposabb, hátoldala durván pontozott és fénytelen. A frissen kikelt nőstény egyedeket barnás szőrzet borítja, de ez hamar lekopik róluk; utána egyszínű feketék lesznek.
Az imágók a potroh utolsó előtti hátlemezének recés felületét, illetve a szárnyfedők belső felületét összedörzsölve ciripelő hangot hallatnak.
A lárvák (pajorok) 10-15 centiméter hosszúak és 100-150 gramm tömegűek.

## Életmódja

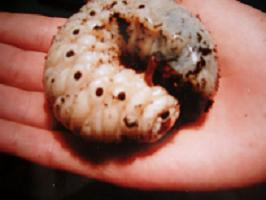
Herkulesbogár lárvája

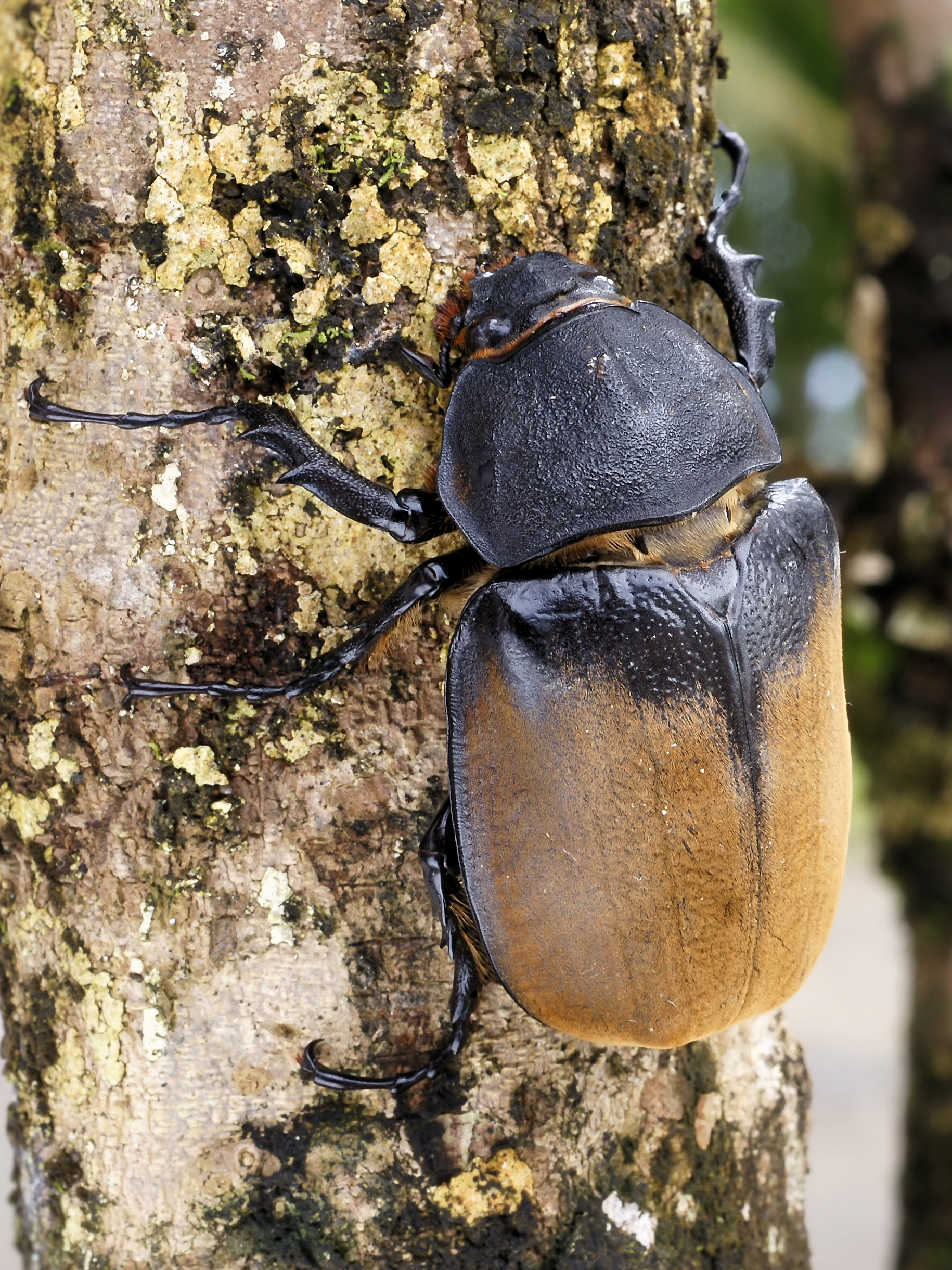
A nőstény herkulesbogárnak nincsenek szarvai

A nőstény a petéit földön heverő korhadó fákba rakja. A lárvák 570-630 napig fejlődnek a fában, majd bebábozódnak, és hamarosan kikel a kifejlett rovar, az imágó, amelynek élettartama nagyjából 75 nap. Az imágók az esős évszakban jelennek meg. Főleg esős vagy ködös éjszakákon repülnek, ilyenkor mesterséges fényforrások körül is felbukkannak, általában kevéssel hajnal előtt. A kifejlett bogarak alig táplálkoznak, legfeljebb fák kifolyó nedvét vagy erjedő gyümölcsök folyadékát fogyasztják, de jobbára abból a zsírtartalékból ének, amelyet még lárvakorukban halmoztak fel.
A hímek verekednek a párzás jogáért: az erősebb és nagyobb hím a két szarvával megragadja a vetélytársát, és lehajítja a fáról. A harcot a kihívó fél ciripelése előzi meg; az ellenfél erre vagy távozik a helyszínről, vagy elfogadja a kihívást, és megkezdődik a csata. Miközben a nagyszarvú (major) hímeket lefoglalja a verekedés, a jóval kisebb szarvú (minor) hímek odasettenkednek a vetélkedés tárgyát képező nőstényhez, és párosodhatnak vele.
Mint az a ganajtúrófélék más olyan fajainál is ismert, ahol a hímek szarvakat viselnek, a major hímek nagy árat fizetnek a túlzó méretű szarvak kialakításáért: gyengébbek a szárnyizmaik, kisebb a szemük, sőt a párzószervük is.

## Alfajai
- Dynastes hercules baudrii Pinchon, 1976, hím: 50–100 mm, nőstény: 45–55 mm. Elterjedés: Martinique, Saint Lucia
- Dynastes hercules bleuzeni Silvestre et Dechambre, 1995, hím: 55–155 mm, nőstény: 45–75 mm. Elterjedés: Venezuela
- Dynastes hercules ecuatorianus Ohaus, 1913, hím: 55–165 mm, nőstény: 50–80 mm. Elterjedés: Kolumbia, Peru, Ecuador, Brazília
- Dynastes hercules hercules Linnaeus, 1753, hím: 45–178 mm, nőstény: 50–80 mm. Elterjedés: Guadeloupe, Dominika
- Dynastes hercules lichyi Lachaume, 1985, hím: 55–170 mm, nőstény: 50–80 mm. Elterjedés: Kolumbia, Venezuela, Peru, Ecuador, Bolívia, Brazília
- Dynastes hercules morishimai Nagai, 2002, hím: 55–140 mm, nőstény: 50–75 mm. Elterjedés: Bolívia
- Dynastes hercules occidentalis Lachaume, 1985, hím: 55–145 mm, nőstény: 50–80 mm. Elterjedés: Panama, Kolumbia, Ecuador
- Dynastes hercules paschoali Grossi et Arnaud, 1993, hím: 55–140 mm, nőstény: 50–70 mm. Elterjedés: Brazília
- Dynastes hercules reidi Chalumeau, 1977, hím: 50–110 mm, nőstény: 50–65 mm. Elterjedés: Saint Lucia
- Dynastes hercules septentrionalis Lachaume, 1985, hím: 55–150 mm, nőstény: 50–75 mm. Elterjedés: Mexikó, Belize, Salvador, Honduras, Guatemala, Nicaragua, Costa Rica, Panama
- Dynastes hercules takakuwai Nagai, 2002, hím: 55–140 mm, nőstény: 50–75 mm. Elterjedés: Brazília
- Dynastes hercules trinidadensis Chalumeau et Reid, 1995, hím: 55–140 mm, nőstény: 50–75 mm. Elterjedés: Grenada, Trinidad és Tobago
- Dynastes hercules tuxtlaensis Morón, 1993, hím: 55–110 mm, nőstény: 50–65 mm. Elterjedés: Mexikó